# Estación de Atocha
La estación de Atocha es un complejo ferroviario situado en las cercanías de la plaza del Emperador Carlos V, en Madrid (España). Hace las funciones de nudo ferroviario, y esto la convierte en la estación con más tráfico de pasajeros del país, así como una de las principales de Europa.
Registró en 2015 un tráfico de 108 millones de pasajeros; correspondiendo 87 millones al servicio de Cercanías, 17 millones a la larga distancia y AVE y 2,6 millones a los servicios regionales de Media Distancia. El complejo ferroviario es un conjunto de estaciones y de edificios ubicados en la zona.
La estación surge como un simple apeadero (inaugurado en 1851), que se amplía hasta convertirse en la estación del Mediodía (inaugurada en 1892), propiedad inicialmente de la Compañía de los Ferrocarriles de Madrid a Zaragoza y Alicante (abreviada como MZA). El constante crecimiento de pasajeros de larga, media y corta distancia hace que se vaya transformando progresivamente en el complejo ferroviario formado por dos estaciones que se conoce actualmente.
A lo largo del siglo XX la demanda de viajeros motivó que fuera incorporando edificios e instalaciones ferroviarias adyacentes, que prolongaban su estructura varios kilómetros hacia el sur. A mediados del siglo fue nacionalizada, pasando a cargo de RENFE. El 1 de enero de 2005 RENFE se escindió en varias compañías, y Adif pasó a ser la propietaria encargada de la gestión de las estaciones.
Con el objeto de adaptarse a las nuevas velocidades y caudales de tráfico, se realizó una profunda transformación, y desde el año 1992 la estación se escinde en dos estaciones ferroviarias diferenciadas:
- La estación de Puerta de Atocha, en fondo de saco, que acoge a los trenes de alta velocidad y la mayoría de larga distancia.
- La estación de Atocha-Cercanías, que es pasante gracias a los túneles que discurren paralelos a la Castellana (denominados popularmente como túneles de la Risa), y acoge los trenes de Cercanías, Media Distancia y los de larga distancia pasantes. La conexión con el metro y la red de autobuses convierte a la estación además en un intercambiador.

La antigua Estación terminal de Atocha se rehabilitó en el vestíbulo-jardín con funcionalidad de invernadero tropical, que da acceso al resto de las dos estaciones que componen el complejo ferroviario. 
El 16 de septiembre de 2021 se abrió el proceso de información pública por parte de  Adif Alta Velocidad del proyecto de ampliación de Puerta de Atocha que contempla dos nuevas vías hacia el Este de la vía 1.

## Historia
- Línea Madrid-Hendaya
- Línea Madrid-Barcelona
- Línea Madrid-Sevilla

Inicialmente para el Ministerio de Fomento español de mediados del siglo XIX fue denominada oficialmente como la Estación Central de Madrid, y por tanto todas las líneas que llegasen a la capital deberían acceder a ella. Esta situación fue cambiando debido a la existencia de otras compañías ferroviarias privadas con intereses de crear estaciones terminales en Madrid. Pronto se incorporaron otras importantes estaciones en la periferia de la ciudad a finales del siglo XIX, que le quitarían la exclusividad a Atocha como estación central. Al inaugurarse ampliada en el año 1892 como estación del Mediodía, entraba en competencia con la estación del Norte en propiedad de la Compañía de los Caminos de Hierro del Norte. La comunicación con la nueva estación de Chamartín mediante un túnel que corre paralelo al paseo de la Castellana en los años 1960 contribuyó a que aumentara su tráfico y facilitó la comunicación ferroviaria en el eje norte-sur de la ciudad. Esta situación ventajosa para ambas estaciones (Atocha-Chamartín) provocó que otras estaciones de Madrid fueran perdiendo protagonismo hasta desaparecer.
La evolución de esta estación, y posteriormente del complejo ferroviario que le rodea, ha remodelado urbanísticamente la zona, haciendo de barrera que se ha ido consolidando con el tiempo al separar definitivamente los barrios de Retiro y Pacífico. Su existencia modificó los planes de ensanche de Madrid durante comienzos de siglo XX, convirtiéndose en una zona de transición entre el Casco Antiguo de la ciudad y el Ensanche. Conectada con la red industrial del sur, pronto destacó más como estación de pasajeros que de mercancías. El impacto social de la estación ha ido creciendo a medida que el volumen diario de pasajeros ha seguido aumentando. La estación tuvo un protagonismo especial al ser un objetivo terrorista en los atentados del 11-M.
Los primeros intentos de establecer un ferrocarril en Madrid se deben a las gestiones realizadas por el alcalde corregidor Marqués viudo de Pontejos, que en 1829 intentó promover un proyecto con la intención de unir Aranjuez con Madrid mediante una vía ferroviaria. La idea de Pontejos fracasó fundamentalmente por motivos económicos. Al igual que posteriormente le ocurrió al ingeniero español Pedro de Lara y Meliá con la compañía ferroviaria denominada Caminos de Hierro de María Cristina (en homenaje a la madre de la reina Isabel II) creada en abril de 1844. Pedro de Lara obtuvo la licencia estatal para trazar una línea férrea provisional desde Aranjuez a Alicante. Su concesión caduca en la fecha estipulada, sin lograr su objetivo inicial al no obtener la financiación necesaria, concediéndose finalmente la explotación a favor del marqués de Salamanca que es adjudicada por real orden el 6 de abril de 1845. Las obras de esta línea comienzan el 4 de mayo de 1846. El marqués de Salamanca, nombrado ministro de Hacienda, se ve forzado en 1848 a huir precipitadamente perseguido por el gobierno de Narváez. La acusación estatal es haber empleado el cargo prevaricando y concediendo permisos a favor de las obras ferroviarias en su poder. Este suceso interrumpe las obras de construcción de la primitiva estación de Atocha durante un año.

### El Apeadero de Atocha
Al regresar del exilio un año después, el marqués de Salamanca entra en Madrid acompañado del ingeniero francés Eugène Flachat. Esta contratación fue decisiva para reactivar definitivamente las obras de la línea Madrid-Aranjuez. Estas obras se vieron asesoradas por los diseños del arquitecto francés Víctor Lenoir (que posteriormente asesorará igualmente a la compañía MZA en el trazado de algunos de sus edificios). Esta primera línea Madrid-Aranjuez era completamente de uso privado, considerada como un divertimento exclusivo de la Casa Real. El denominado Embarcadero de Atocha se inaugura el 9 de febrero de 1851. La denominación embarcadero era habitual en la época para definir a las primitivas estaciones ferroviarias. Este embarcadero se emplaza en las inmediaciones de Atocha, ubicado ya fuera de las murallas de Madrid, donde la ausencia de terreno edificado simplificaba su construcción. Los grabados de la época indican que esta primera estación era un edificio sencillo que se va adaptando poco a poco al transporte de viajeros.
La elección del sitio donde ubicar el embarcadero fue un problema urbanístico a resolver, pues la existencia de los jardines del Retiro y su elevación de San Blas evitaba el acceso por el este, el río Manzanares que obstaculiza al sur. Situado en un escenario donde se encontraba el Real Observatorio (junto a la desaparecida ermita de San Blas), el Convento de Atocha, el jardín botánico y el Colegio de Cirugía de San Carlos. La elección del sitio del embarcadero hizo que se tuviese que pensar de nuevo el trazado del paseo del Prado. Finalmente se eligió el lugar despoblado más próximo al centro de Madrid en la salida hacia Aranjuez. La cota a la que se situó el embarcadero estaba a once metros por debajo de la rasante de la Glorieta de Atocha.
La reducida planta del embarcadero de Atocha hizo que la mayoría de las instalaciones de la maquinaria ferroviaria estuvieran inicialmente en el embarcadero de Aranjuez, es decir, el lugar para estacionar las ocho locomotoras iniciales, los espacios dedicados al mantenimiento y reparación. Durante los primeros años de funcionamiento del primitivo embarcadero, la población de Madrid comienza a crecer, el Canal de Isabel II empieza a irrigar las calles de Madrid con las aguas del Lozoya y el ingeniero Carlos María de Castro diseña un plan urbanístico de ensanche de Madrid. El plan urbanístico de Castro no se ejecutó, en parte debido al trazado del nuevo ferrocarril desde Atocha, donde primaba el criterio industrial de la zona, frente al de zona de recreo que venía siendo desde el siglo XVII y XVIII. La unión ferroviaria entre Alicante y Madrid quedó finalizada el 15 de marzo de 1858.
Los planes iniciales de José de Salamanca dieron pie a que se estableciera una línea desde Alicante a Madrid, situación que permitiría un crecimiento de tráfico y una mayor afluencia de viajeros a la estación. El Embarcadero de Atocha era la terminal del recorrido. José de Salamanca pierde la concesión a favor del Marqués de Rioflorido en una operación financiera que le convierte en el máximo accionista de la línea férrea en 1852. Años después se constituye la compañía Madrid-Zaragoza-Alicante (MZA), donde se unen por un lado los inversores de la línea Madrid-Zaragoza, con la del Marqués de Rioflorido que va desde Madrid-Alicante. La concesión mediante subasta pública se concede a MZA el 24 de febrero de 1856. De esta forma se podría centralizar en Atocha el tráfico de este eje, algo que en 1896 no estaba completamente decidido, existiendo la idea de una estación para cada línea. El gobierno de la nación decidió estudiar si era posible centralizar el tráfico de las tres líneas (todavía en diversas fases de construcción): la de Madrid-Zaragoza, la del Mediterráneo (Madrid-Alicante) y la de la Compañía del Norte (Madrid-Valladolid). Con tal motivo se encargó en 1854 al ingeniero de caminos perteneciente a la Administración, José Almazán, la realización de un estudio para seleccionar el mejor emplazamiento para esta estación. El resultado del estudio fue favorable al construido y denominado Embarcadero de Atocha.

### La primera Estación Central de Madrid

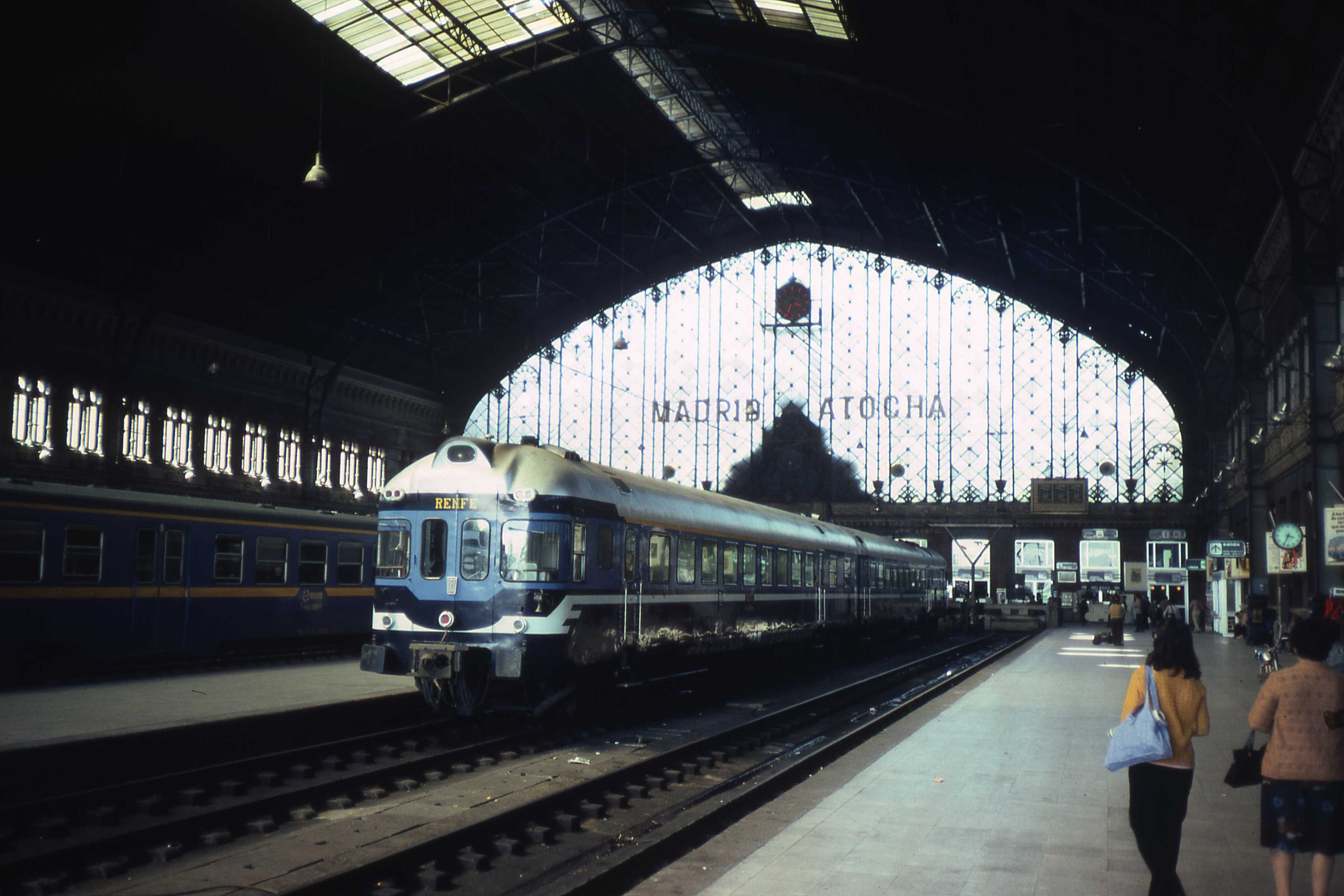
Estación de Atocha en 1981.

La ubicación de la futura Estación central de Madrid, tal y como se redacta en el informe de José Almazán, se justificó como la solución más económica y práctica, evitando grandes expropiaciones y elaboraciones de excesivos ramales de circunvalación entre estaciones periféricas con gran separación entre sí. Existía además en el informe una visión estratégica en la que planteaba la posibilidad de unir en un futuro una estación ubicada en Atocha con otra en Chamartín, siguiendo la cuenca del arroyo Abroñigal, uniendo así el eje norte y sur de la península ibérica. El informe de José Almazán fue decisivo para el establecimiento de la futura estación de Atocha. No obstante, hubo críticas al informe en la prensa, y autores como Francisco Coello estuvieron en contra de la ubicación de la estación debido a que obliga a descender al sur a las líneas ferroviarias del Norte. El debate sobre las líneas del Norte continuó posteriormente. Los ingenieros de la línea Madrid-Zaragoza propusieron al principio que la estación de su línea se situase en las cercanías de la Puerta de Recoletos, finalmente la adhesión al informe gubernamental hizo que la posición del embarcadero fuese la adoptada por la empresa MZA.
El embarcadero que surge décadas antes como un simple terminal de la línea Aranjuez-Madrid, tras el informe y las decisiones de la compañía MZA, se prevé que acoja a gran número de pasajeros y tráfico de trenes. De esta forma la compañía ferroviaria MZA (Madrid a Zaragoza y Alicante) decide construir una nueva estación de mayor tamaño que soporte la demanda prevista. Se expropian terrenos linderos para crear infraestructuras de mantenimiento de locomotoras y para la estación de mercancías. Las obras son dirigidas inicialmente por el ingeniero francés Adolphe Jullien (hermano de Eugène Flachat), que interviene en la elección de las locomotoras, en el diseño inicial de la nueva estación de mercancías, así como de los edificios de administración y oficinas (que se ubicaron elegantemente delante del antiguo embarcadero).
Fue inaugurada el 9 de febrero de 1851 la que era la primera estación de ferrocarril de Madrid. La afluencia de pasajeros fue creciendo a tal ritmo que pronto tuvieron que hacer ensanches que permitieran adaptarse al incremento de la demanda, obras de ensanche que comienzan en 1860, no siendo las definitivas, demuestran que la afluencia y crecimiento de pasajeros estaban muy por encima de lo esperado en las previsiones de la compañía. El arquitecto elegido para realizar esta segunda ampliación fue el francés Victor-Benoît Lenoir (1805-1863), gran conocedor de la arquitectura de hierro y autor de la estación de Montparnasse. Se encarga del edificio de administración situado delante de la estación. En 1863 envía desde su estudio de París los planos hasta que pocos meses después fallece, situación que prolonga las obras de los edificios administrativos debido a un litigio con los herederos del arquitecto parisino. El gobierno español interviene en la gestión de la compañía MZA solicitando un mayor servicio en la línea Madrid-Zaragoza. El 15 de mayo de 1863 se promulga una real orden instando a la compañía a presentar en un plazo determinado la nueva estación con un proyecto descriptivo de estación.
Los problemas de la nueva estación se agravan con un incendio que destruyó gran parte de su estructura en la noche del 24 al 25 de febrero de 1864, sobre todo en la cubierta del andén donde abundaba la construcción en madera. Los incendios se reproducen en la sección de talleres a mediados de junio de ese año. Se presentan proyectos de renovación de estructuras en las que se emplea predominantemente hierro en la construcción, con el objeto de evitar los incendios de las estructuras. En este periodo de la década de 1860 se comienza a edificar la estación del Norte (que se inaugura en 1882). Aparecen los tranvías en Madrid y algunas líneas llevan pasajeros desde la estación al centro de Madrid, en 1899 funciona la primera línea electrificada. Se empieza a buscar en España constructores en hierro, finalmente se opta por casas francesas con mayor experiencia: Fives-Lille. Algunas de las exigencias del gobierno son rechazadas técnicamente, como es la prolongación de las naves de los andenes, debido a la conformación topográfica del terreno. La renovación del diseño de la estación dura casi una década, se piensa en elevar un piso la cubierta, en incluir cerchas metálicas como soporte de la cubierta, columnas de hierro fundido. Los dos proyectos presentados, el inicial de 1867 y el de 1878, servirían a las exigencias de la creciente demanda. Se presenta finalmente uno en 1880 para conseguir una distancia entre paredes de la nave de cuarenta metros de luz. La nueva estación requería de muchos estudios de estructuración y distribución. Los criterios de la empresa, del gobierno y del Comité de París se tuvieron que armonizar hasta que finalmente se presentó un proyecto acorde con todos los intereses. Durante este tiempo se edificó en las cercanías la estación de Delicias (inaugurada en 1880) y en propiedad de la ferroviaria MCP.

### Estación del Mediodía

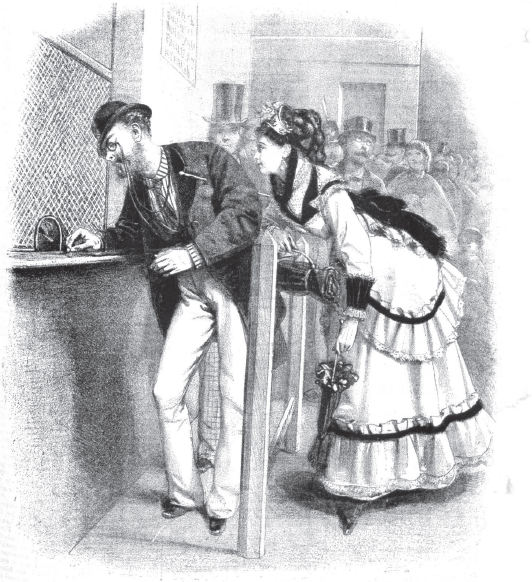
Episodios de viaje. Despacho de billetes en la estación del Mediodía en Madrid con motivo de la Feria de Sevilla (La Ilustración Española y Americana, 25 de abril de 1870)

Los proyectos de la nueva estación se prolongaban en el tiempo. La compañía pretende resolver con esta modificación los problemas internos y las prescripciones que el gobierno impuso en 1876. Finalmente se presentan dos proyectos, el primero firmado por el arquitecto de la compañía: Gerardo de la Puente, y el segundo que sería finalmente llevado a cabo por el arquitecto Alberto de Palacio y Elissague. La decisión sobre el proyecto definitivo que será objeto de la remodelación se realiza el 7 de febrero de 1883. El proyecto aprobado proporciona una nave de cuarenta y ocho metros de vano, lo que permitía introducir seis vías en su interior. La nave central sería una mezcla de paredes de ladrillo (un material constructivo barato y popular en la arquitectura de Madrid de finales del siglo XIX) y de arcos y pilastras de hierro fundido. Este nuevo edificio de estación hace que sea necesario más espacio, y para ello se tiene que derribar el edificio de administración que inicialmente realizó el arquitecto Víctor Lenoir. Los edificios de administración se separan del cuerpo de la estación y se ubican en el comienzo de la avenida Ciudad de Barcelona (al denominado emplazamiento de La Campanilla). Forman parte de un conjunto de tres edificios, separados por patios y unidos por pasarelas. Como hay espacio, las instalaciones complementarias, se van expandiendo desde la zona inicial de Atocha hacia el Cerro de la Plata por la izquierda y hacia Méndez Álvaro por la derecha. Una vez aprobado el proyecto se comienza a trabajar en los detalles, se contratan arquitectos temporeros (es decir a tiempo parcial) como José López Sallaberry y Enrique Sánchez Sedeño. Al mismo tiempo se buscan constructores, eligiendo a la Société Anonyme de Construction et des Ateliers de Willebroeck, radicada en Bruselas y se encontraba dirigida por Leopoldo Valentín. Esta sociedad belga (que tenía experiencia en obras civiles en España) sería la constructora de la Gran Nave Central ideada por el joven ingeniero contratado por MZA, Messieur de Saint-James inspirado por los avances mostrados en materia de la arquitectura del acero mostrados en la Exposición Universal de París de 1867.
Tras cinco años de preparación del nuevo proyecto de estación, es aprobado en febrero de 1889 y se obtiene la aprobación mediante orden real en marzo de 1890. Fecha en la que comienzan las obras de la estación, bajo la dirección de Alberto de Palacio, un colaborador de Gustave Eiffel, las cuales duraron cuatro años con un coste aproximado de 2.370.000 pesetas. La Société Anonyme de Construction et des Ateliers de Willebroeck tuvo su representante en el ingeniero León Beau, encargado de las labores de montaje de la cubierta. Los ladrillos en general son el elemento constructivo predominante, los rojos de arena fina prensada que proceden de los tejares de Murcia y Guadalajara, y los blancos ornamentales de Ariza (provincia de Zaragoza). Los ornamentos se realizan en terracota, lo que permite una decoración de interiores muy consonante con los paramentos de ladrillo. El estilo arquitectónico del interior del vestíbulo es ecléctico, algo muy habitual en la época. Las obras del vestíbulo finalizan a finales de diciembre de 1892, coincidiendo con la fusión de la compañía de los ferrocarriles de Tarragona a Barcelona y Francia y la adquisición de la línea de Valladolid-Ariza.
La nave central diseñada para la nueva estación tenía 152 m de largo, 27 metros de altura y 48 m de luz. La cubierta de hierro se construyó en Bélgica con el sistema de estructura rígida tipo De Dion. La estructura en planta con forma de U, quedó cerrada por el extremo que da a la glorieta del Emperador Carlos V, en donde se halla la armadura de hierro característica que se remata forma de fachada de la Estación con el reloj central y los dos grifos confrontados. Está considerada una obra de arte de la arquitectura ferroviaria decimonónica que superaba en anchura a muchas estaciones de las capitales europeas. La estación de Delicias siendo más larga era de menor luz (34 m), la estación del Norte en plena ejecución tenía 40 m. Fue finalmente inaugurada en 1892, con el nombre de Estación del Mediodía (estación del sur). La estructura interna del vestíbulo permitía la circulación de dos mil personas en su interior. En ella se empleaban los servicios de venta de billetes, la facturación de equipajes, los servicios de telégrafos, correos, servicios médicos, policía, lampistería, caloríferos, despachos de jefe y subjefe de estación. Destaca entre los espacios interiores el denominado Salón Real que comprende tres habitaciones: vestíbulo, tocador y salón de espera decorado al estilo Luis XVI.

### La Estación a comienzos delsigloXX
Desde su construcción la Estación no dejó de realizar ampliaciones y mejoras en el complejo, todo ello con el objeto de adaptarse al constante crecimiento en la demanda. En 1902 adquiere el denominado cerro de la Plata con el objeto de construir una estación de mercancías.
La posición española en la Primera Guerra Mundial hace que se modifique la demanda de transporte. En 1917 ya no se dispone de más terreno para ampliar y la estación de clasificación se tiene que ubicar en Cerro Negro (Getafe), un espacio lejano a la Estación. El entorno comienza a urbanizarse y resulta cada vez más difícil expropiar con el objeto de aumentar espacio. La empresa ferroviaria MZA considera nuevas ampliaciones y mejoras. Una de las más ambiciosas es la de conectar las estaciones entre sí: se comienza con el pasillo Verde Ferroviario (Estación de Atocha - Estación del Norte) y posteriormente Atocha - Chamartín. La presencia de la Estación genera actividad hotelera, haciendo que dos de los primeros hoteles de lujo en la ciudad se instalen en las cercanías: Hotel Palace y Hotel Ritz.

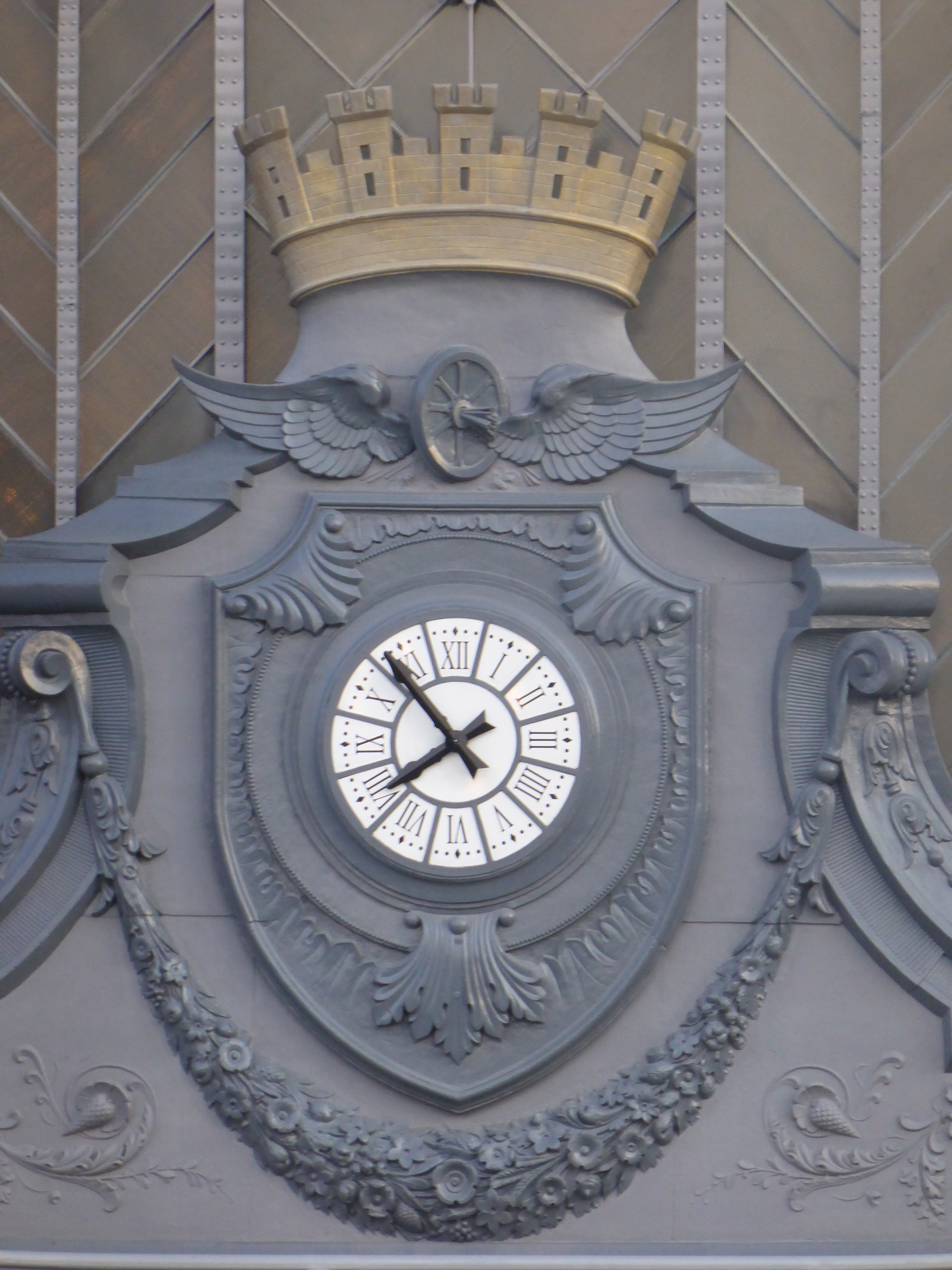
Detalle exterior del testero de la estación de Atocha. Encima del reloj, vemos una rueda alada, símbolo de los ferrocarriles y del progreso.

En 1921 se inaugura la ampliación de la línea 1 del Metro de Madrid, que conecta la estación con el centro de la ciudad. El Metro de Madrid abre años antes una de sus primeras líneas metropolitanas y avanza hacia el norte hacia la avenida de la Reina Victoria, en lugar de conexionar con el sur y la estación de Atocha. Durante los primeros instantes de la Guerra Civil en Madrid se convierte en una checa. Durante la defensa de Madrid la estación sufre intensos bombardeos aéreos al convertirse en un objetivo militar de vital importancia. En 1957 se electrificó la estación y en 1967 se inauguró el denominado popularmente como túnel de la Risa que daba continuidad a las líneas hacia la estación de Chamartín.
Aunque las primeras explanaciones para construir la Estación de Chamartín comenzaron ya en 1933, la Guerra Civil detuvo todos los proyectos ferroviarios vinculados a Chamartín y a la nueva línea directa a Burgos. No fue hasta 1967 cuando la estación comienza de nuevo a estar en funcionamiento. En 1941 desaparece la compañía ferroviaria MZA y se nacionaliza en la denominada RENFE que pasa a ser propietaria de los complejos ferroviarios de Atocha. El 1 de julio de 1969, inaugurada la estación de Chamartín, la vecina de Delicias se cerró definitivamente al tránsito de viajeros, y en 1971 al de mercancías. Convirtiéndose en un Museo de Ferrocarril. La Estación del Norte mantuvo los tráficos de Galicia hasta la década de 1990 (en enero de 1993 salió de esta estación el último expreso hacia la costa gallega). Durante este tiempo de decadencia la Estación de Atocha se mantuvo en servicio, absorbiendo parte del tráfico que otras estaciones iban abandonando.
En 1968 se construyeron en la glorieta de Atocha unos enlaces viarios con tres paso a distinto nivel. Todo su conjunto medía más de un kilómetro, y fue apodado popularmente como "scalextric de Atocha" (paso elevado), este eje ocultó la estación y fue criticado estéticamente. En 1985 comenzaron las obras para la retirada del "scalextric de Atocha" y la remodelación de la glorieta de Atocha. Surge la necesidad de conectar las estaciones en una red de cortas distancias, en lo que se denomina la Red de Cercanías, el área de transporte es exclusivo de la recién creada Comunidad de Madrid. La estación se convierte en pieza clave de la red de cercanías del arco sur. A finales de la década de 1980 la estación muestra síntomas de saturación y escasez de instalaciones.
El 29 de julio de 1979 estalló en la estación de Atocha una bomba colocada por el grupo terrorista ETA político-militar, causando la muerte a cinco personas, numerosos heridos y cuantiosos daños materiales. La bomba estaba colocada en la zona de consignas de la estación. Además de Atocha, al mismo tiempo explotaron otras dos bombas en la estación de Chamartín y en el aeropuerto de Barajas, respectivamente.
El 27 de julio de 1988 se incorporan al conjunto las nuevas estaciones de Metro de Madrid, así como la estación de Atocha-Cercanías (Ambas forman parte del Plan de Cercanías). Esta estación tiene diez andenes y su cubierta es empleada como aparcamiento disuasorio. Se pretende resolver el problema de transporte existente entre los habitantes de Madrid y los del área metropolitana, con la denominada Operación Atocha pensada por los arquitectos Mangada, Moneo y Ridruejo en el Plan General de Ordenación Urbana. En superficie se realiza un esfuerzo por interconectar la estación con la red de autobuses municipales habilitando dársenas específicas para ello. El objetivo de la estación a finales del siglo XX era la de separar el tráfico ferroviario de Cercanías y de Largo Recorrido. La desaparición de estaciones como Delicias, Peñuelas e Imperial provoca la urbanización de los terrenos ocupados por las vías de ferrocarril que enlazaban antiguas estaciones con Atocha y la construcción de más de mil doscientas viviendas.

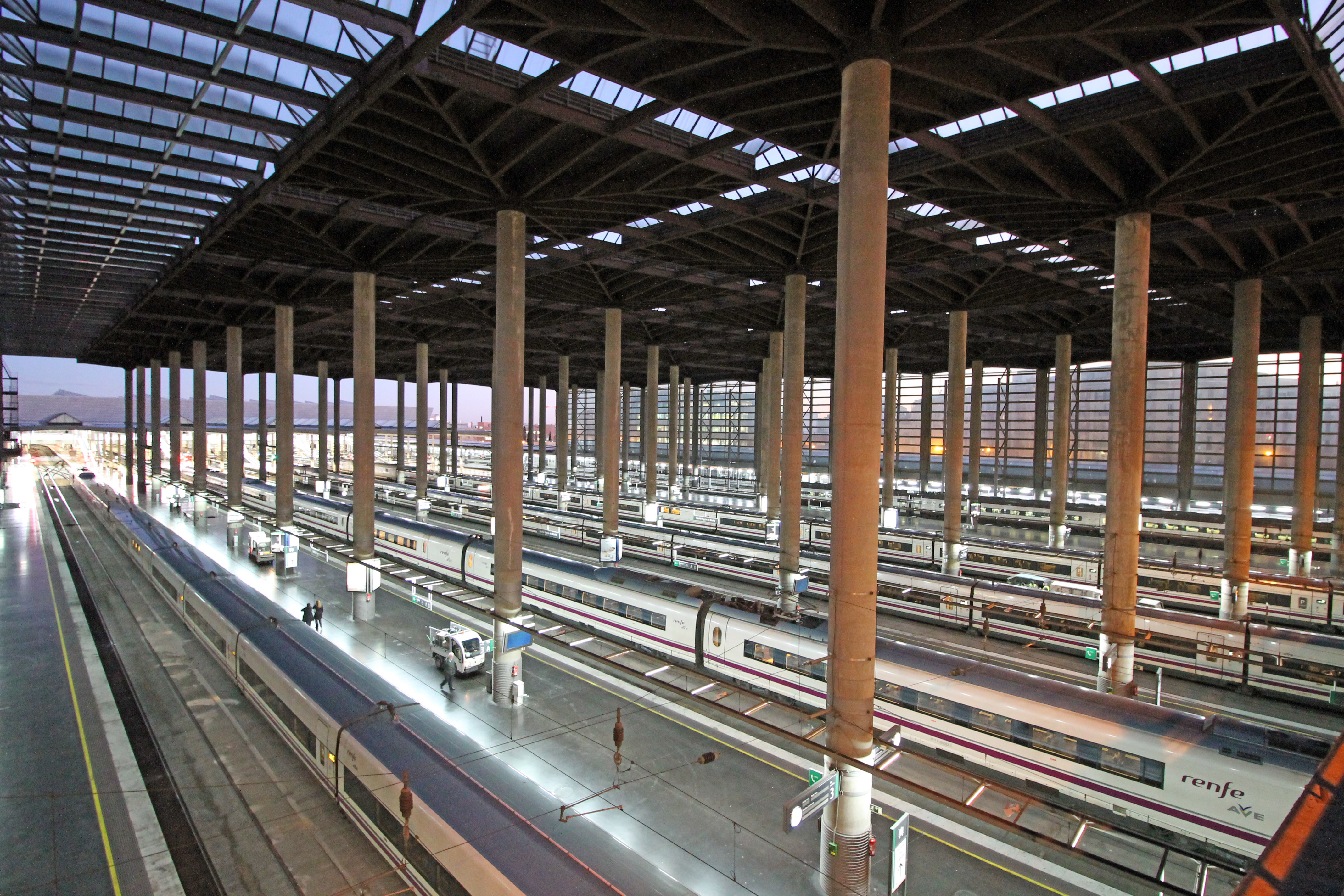
Andenes de la estación remodelada.

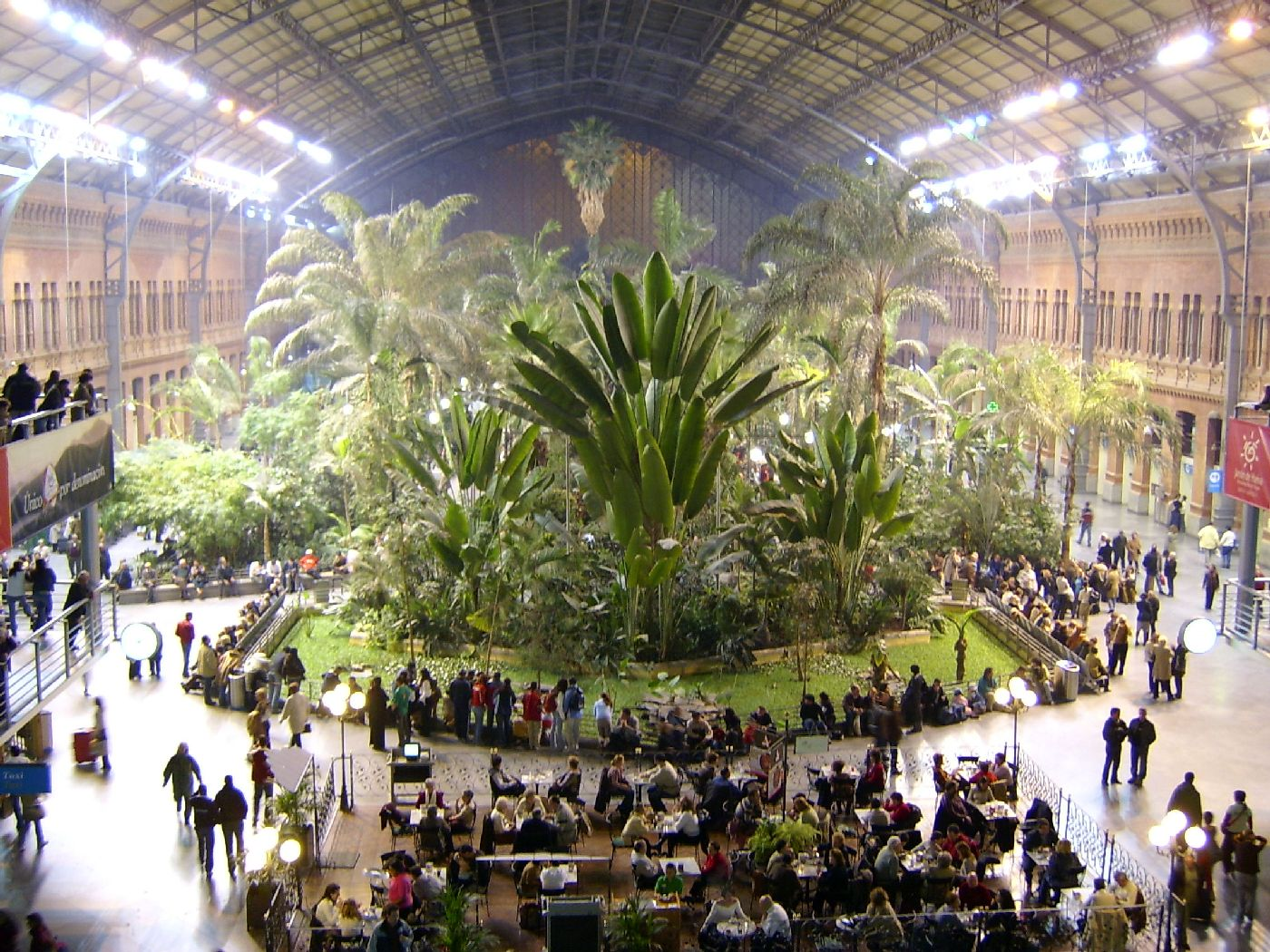
Jardín construido sobre las vías y andenes originales.

### La remodelación de 1992
La estación tenía un tamaño insuficiente para acoger la llegada de la alta velocidad a España, por lo que con la construcción del Nuevo Acceso Ferroviario a Andalucía, que devino en la línea de alta velocidad Madrid-Sevilla, se planificó una gran remodelación de la estación bajo la dirección del arquitecto Rafael Moneo. La operación, desarrollada entre 1985 y 1992, consistió en la construcción de dos nuevas estaciones de gran capacidad completamente nuevas, la estación de Puerta de Atocha que acogería la nueva línea de alta velocidad y situada tras la estación original, y la estación de Atocha Cercanías, que acogería las líneas que continúan hacia el túnel de la Castellana. La construcción incluyó un intercambiador que aúna las estaciones de Atocha Cercanías y la del Metro de Madrid, Atocha.
La estación original se conservó y en su interior se construyó el vestíbulo que da acceso a las otras estaciones. En el vestíbulo se encuentra un jardín tropical que ocupa el lugar que anteriormente ocuparon vías y andenes. Este invernadero posee unas 7200 plantas de 260 especies. En el frontal se ubican estanques en los que, a lo largo del fin del siglo XX, muchas personas han ido abandonando mascotas exóticas en el lugar de las plantas acuáticas, tales como tortugas de Florida, tortugas de caparazón blando (Apalone spinifera), plecostomus y peces de colores, entre otros. Se dejaron en el vestíbulo espacios para venta de billetes de larga distancia, atención al viajero. Se fueron ubicando, con el tiempo, servicios de comida rápida, restaurantes y exposiciones temáticas itinerantes.
Posteriormente se ha inaugurado la línea de alta velocidad Madrid-Zaragoza-Barcelona-frontera francesa que finaliza en la estación de Puerta de Atocha. Para conectar las líneas de alta velocidad que llegan a Atocha y Chamartín, la línea de alta velocidad Madrid-Levante termina en la estación de Chamartín pasando por Atocha, uniendo ambas estaciones a través de un tercer túnel de la Castellana (túnel de la risa). El túnel incluye una estación situada bajo la denominada Puerta de Atocha, que constituirá la tercera estación del complejo.

### SigloXXI: Las estaciones de Atocha
Las obras realizadas en la última década del siglo XX, en las que se incorporan las líneas de cercanías y se amplían los accesos desde la red metropolitana de metro, hacen que se produzca un uso intensivo de las instalaciones. Se inicia el esfuerzo por ampliar el servicio de conexión con la estación de Chamartín, para lo que se amplían los conductos del denominado túnel de la risa, inicialmente conexionando con el centro de Madrid, posteriormente permitiendo que los trenes de alta velocidad puedan pasar de una estación a otra.
La segregación en alta, media y cercanías hace que se denomine en plural: las Estaciones de Atocha. Las obras en el túnel de la risa posibilitan que en 2008 se pueda acceder a Atocha desde la Puerta del Sol. En el mismo sentido se enlaza las instalaciones de alta velocidad de Atocha con Chamartín mediante un túnel específico de Alta velocidad.

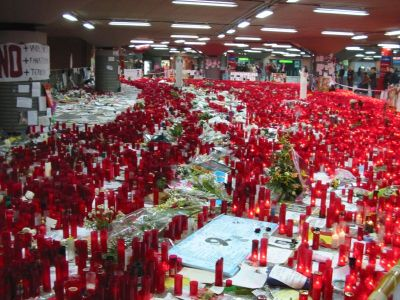
Velas colocadas en los vestíbulos de la estación los días posteriores al atentado del 11-M.

#### Atentados del 11-M en Madrid
La estación de Atocha fue uno de los lugares en los que explotaron las bombas terroristas que quitaron la vida a 193 personas el 11 de marzo de 2004 junto con la estación de El Pozo y la estación de Santa Eugenia. A primera hora de la mañana detonaron tres artefactos en el tren 21431 que se encontraba entrando en la vía 2 de Atocha Cercanías, ya en el interior de la estación de Atocha, con unos segundos de diferencia. Simultáneamente, cuatro bombas deflagran en el tren 17305, ubicado a medio kilómetro antes de entrar en la estación de Atocha.
La estación quedó identificada por los atentados islamistas del 11 de marzo, y las muestras de condolencia de los madrileños los días posteriores hicieron que se encendieran multitud de velas rojas en el vestíbulo. Se erigió en las cercanías de la estación un monumento homenaje a las víctimas del 11-M, que a comienzos del siglo XXI forma parte del escenario del complejo ferroviario de Atocha.

## Características
Desde 1992 hay en Atocha dos estaciones ferroviarias en servicio: la primera es la estación de Puerta de Atocha, en fondo de saco hasta la inauguración del túnel de AVE que conecta con la estación de Chamartín en julio de 2022, que acoge a los trenes de alta velocidad y la mayoría de larga distancia. La segunda es la estación de Atocha-Cercanías, que es pasante gracias a los denominados popularmente túneles de la risa, y que acoge los trenes de Cercanías, Media Distancia y los de larga distancia pasantes. En el complejo se encuentra asimismo la estación del Metro de Madrid.

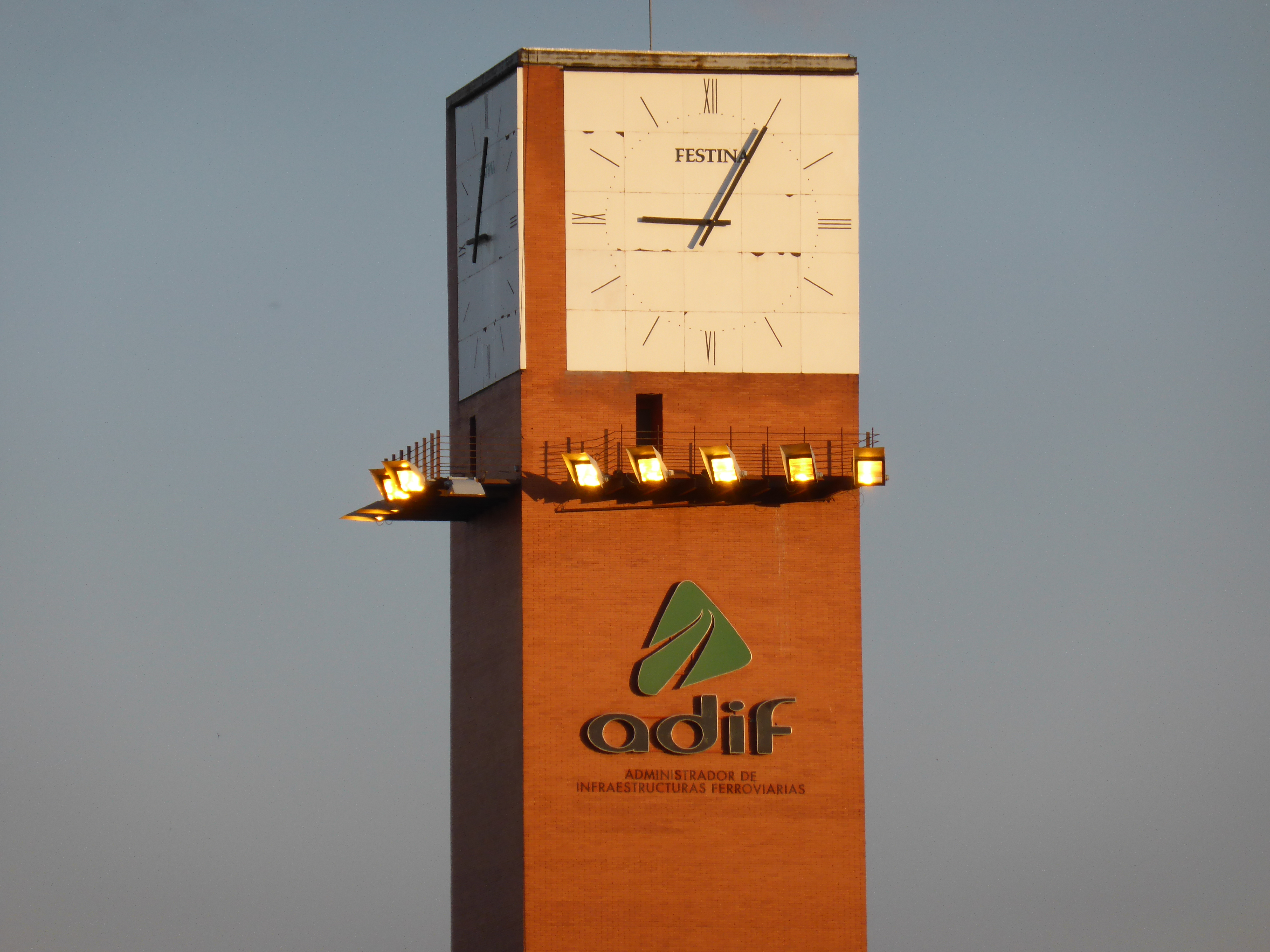
Torre del Reloj, situada entre las diferentes estaciones: Puerta de Atocha (AVE, ancho internacional), Atocha-Cercanías (ancho ibérico o Renfe), y la histórica estación de 1892 (invernadero de Atocha).

### Situación
La estación se halla en el barrio de Atocha del distrito madrileño de Arganzuela. La fachada original de la marquesina histórica del siglo XIX da a la plaza del Emperador Carlos V, nudo viario de primer orden de la ciudad al ser punto de intersección de varias arterias urbanas (calle de Atocha, paseo del Prado, paseo de la Infanta Isabel, avenida de la Ciudad de Barcelona, calle de Méndez Álvaro, paseo de las Delicias, paseo de Santa María de la Cabeza y ronda de Atocha). El complejo ferroviario se extiende concretamente en la porción de terreno delimitado al norte por la avenida de la Ciudad de Barcelona y al sur por la calle de Méndez Álvaro, prolongándose en dirección SE hasta la calle del Comercio, donde están las últimas instalaciones de la playa de vías.
La zona más cercana a la plaza está ocupada por el edificio decimonónico. Tras él se sitúa la ampliación diseñada por Rafael Moneo, formada por el nuevo edificio terminal (Madrid-Puerta de Atocha) y el intercambiador de Cercanías (Atocha-Cercanías), cuya cubierta está ocupada por el aparcamiento de la estación, y de metro (estación de Atocha), que se sitúa bajo la avenida Ciudad de Barcelona. Los dos elementos más característicos de la ampliación son la torre del reloj, que integra las nuevas instalaciones con el viejo edificio, y el edificio de planta circular que sirve de acceso a la zona de Cercanías. Los accesos a la estación se realizan bien por la avenida de la Ciudad de Barcelona o bien por la calle de Méndez Álvaro. Ambos accesos se encuentran comunicados a través de la zona de estacionamiento de taxis que atraviesa el complejo transversalmente en el espacio que queda entre el edificio histórico y la ampliación del arquitecto Rafael Moneo.

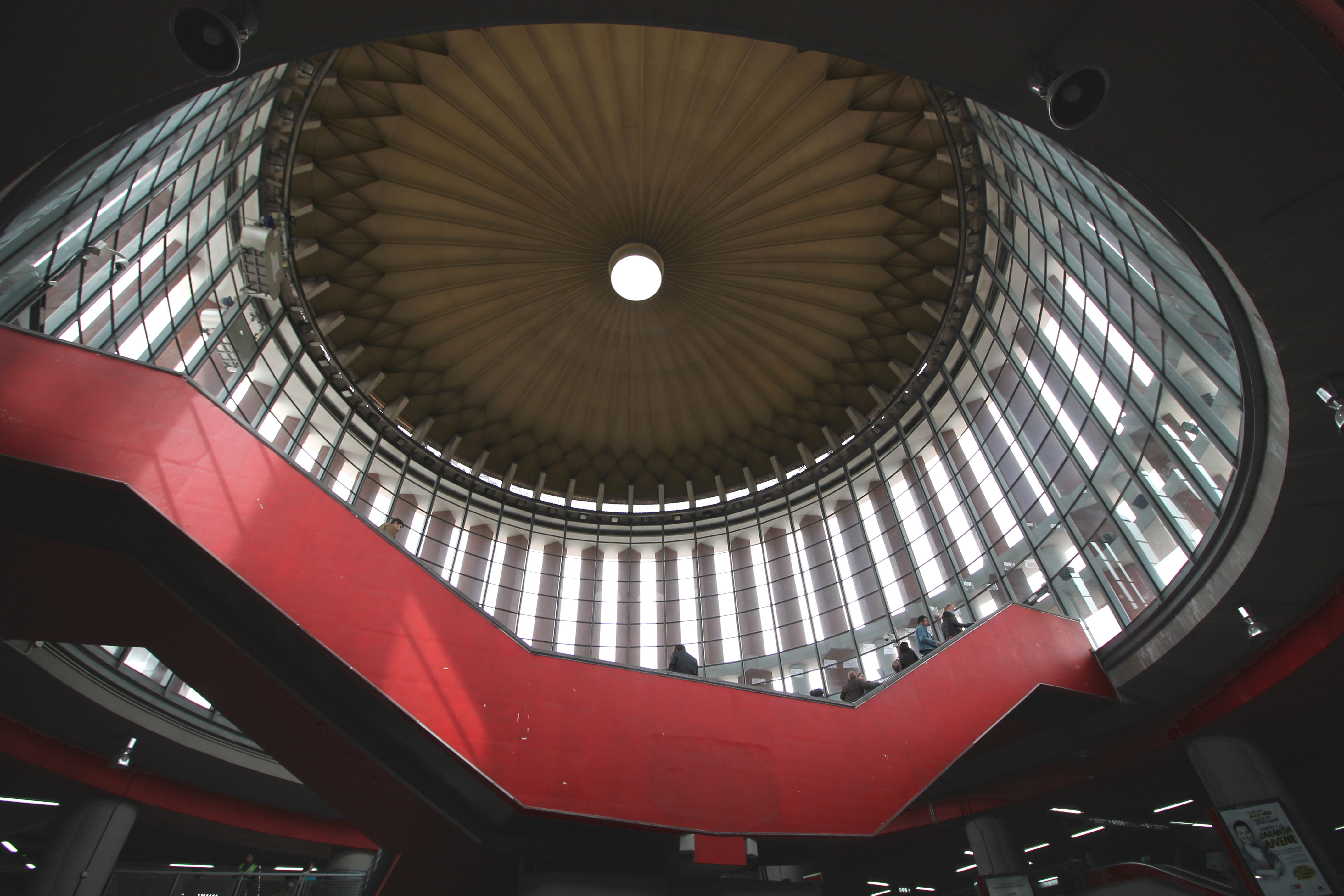
Entrada al intercambiador

### Intercambiador
El intercambiador de Atocha fue construido con la remodelación de 1992 y constituye la otra mitad del complejo ferroviario. Se encuentra al este de Puerta de Atocha, bajo la avenida Ciudad de Barcelona y el Paseo de la Infanta Isabel, entre los distritos de Retiro (barrio de Jerónimos) y Arganzuela (barrio de Atocha). La imagen exterior del intercambiador queda claramente marcada por la presencia del edificio de planta circular diseñado por Rafael Moneo. Consta de dos partes fundamentales: la estación de Atocha Cercanías y la estación de Metro de Madrid de la línea 1 de Atocha. Se completa además con el intercambiador con autobuses en superficie y con las paradas de taxis del entorno junto con el área principal de taxis junto a Puerta de Atocha.

## La estación en la cultura popular
Ya existe un homenaje al antiguo embarcadero de Atocha como denominación de una plaza de Madrid en el aparcadero de taxis que hay en las cercanías de la estación. La estación se concibe en un periodo en el que la ciudad pasa de una capital a una metrópoli. El 1 de mayo de 1929 se encuentran, dentro de un cajón de madera facturado en Barcelona, los restos de un cuerpo humano descuartizado. El cadáver pertenecía a Pablo Casado, industrial afincado en Barcelona que, aunque prometido con una joven madrileña, frecuentaba los lugares de ocio homosexual de la Ciudad Condal. El suceso conmocionó a la sociedad madrileña de la época, y años después fue retratado en una serie denominada La huella del crimen (capítulo rodado por Ricardo Franco). La estación aparece en Surcos, la película propagandística de 1951 dirigida por José Antonio Nieves Conde.
La estación, como otras de Madrid, acumula la experiencia del turismo español de los años 1960 a zonas costeras de Valencia y Alicante. No obstante, las referencias literarias a la estación continúan y se pueden encontrar en la novela homónima de Antonio Muñoz Molina (recreada en el cine en la película Beltenebros de Pilar Miró). El momento álgido en el siglo XXI ocurre cuando la estación se convierte en protagonista de los atentados del 11-M.
La creación del invernadero tropical abre un espacio público de reunión. En el frontal de dicho invernadero se ubican estanques en los que, a lo largo del fin del siglo XX, muchas personas han ido abandonando mascotas exóticas en el lugar de las plantas acuáticas.